# Ichneutica lata
Ichneutica lata är en fjärilsart som beskrevs av Alfred Philpott 1915. Ichneutica lata ingår i släktet Ichneutica och familjen nattflyn. Inga underarter finns listade i Catalogue of Life.